# Манастир Ђурђевац
Манастир Ђурђевац је српски средњовјековни манастир који је откривен археолошким истраживањем 2008. године. Припада Епархији бањалучкој Српске православне цркве.

## Прошлост
Манастир се налази у Кривој Ријеци крај Козарске Дубице. До сада су ископани дјелови олтара, живопис, али и друге ствари, који потврђује да је ријеч о храму, посвећеном Светом Ђорђу. Претпоставља се да је манастир Ђурђевац први пут срушен 1538. године приликом најезде Турака, те да је касније обновљен, али да је коначни крах доживио крајем 18. вијека за вријеме Дубичког рата између Аустрије и Турске.